# コウノトリなぜ紅い
『コウノトリなぜ紅い』はNHKの「HVサスペンス」枠で2001年6月16日に放送されたドラマ作品である。地上波ではNHK総合で同年11月27日に放送された。原作はマイクル・Z・リューイン作の「AND BABY WILL FALL（そして赤ん坊が落ちる）である。

## 出演者
- 美山史子 - 薬師丸ひろ子
- 小倉潤子 - 雛形あきこ
- 田島 - 生瀬勝久
- チューヤン
- 宮藤官九郎
- 小日向文世
- りりィ
- 高田聖子